# 喬皮夫齊
48°29′20″N 22°36′53″E / 48.48889°N 22.61472°E
喬皮夫齊（烏克蘭語：Чопівці），是烏克蘭的村落，位於該國西部外喀爾巴阡州，由穆卡切沃區負責管轄，面積0.71平方公里，海拔高度131米，2001年人口434，人口密度每平方公里612.13人。